# Centrala Mięsna
Centrala Mięsna – przedsiębiorstwo podległe Ministerstwu Handlu Wewnętrznego, powołane początkowo jako jednostka spółdzielczo-państwowa a potem jednostka państwowa, mająca na celu upaństwowienia wszystkich prywatnych zakładów mięsnych w kraju oraz organizowanie skupu zwierząt rzeźnych.

## Powołanie Centrali
W 1948 r. na podstawie zarządzenia Ministra Przemysłu i Handlu nastąpiło przekształcenie spółki z ograniczoną odpowiedzialnością pod nazwą "Rolnicza Centrala Mięsna" w centralę spółdzielczo-państwową pod nazwą "Centrala Mięsna, Centrala Spółdzielczo-Państwowa". Powołanie Centrali pozostawało w ścisłym związku z ustawą z 1948 r. o centralach spółdzielczo-państwowych.
Przedmiotem działalności centrali spółdzielczo-państwowej było:
- prowadzenie i organizowanie gospodarki mięsno-tłuszczowej w kraju oraz hurtowy handel mięsem i jego przetworami zagranicą,
- koordynowanie, nadzorowanie i kierowanie działalnością gospodarczą zrzeszonych członków,
- instruowanie w drodze rewizji działalności zrzeszonych spółdzielni.

Na podstawie zarządzenie Ministra Handlu Wewnętrznego z 1949 r. wydane w porozumieniu Z Przewodniczącym Państwowej Komisji Planowania Gospodarczego i Ministrem Skarbu o utworzeniu przedsiębiorstwa państwowego pod nazwą: "Centrala Mięsna" ustanowiono Centralę. Powołanie Centrali miało związek z dekretem z 1947 r. o tworzeniu przedsiębiorstw państwowych.    
Nadzór państwowy nad Centralą sprawował Minister Handlu Wewnętrznego. Centrala miała siedzibę w Warszawie.

## Przedmiot działania Centrali
Przedmiotem działalności Centrali były:
- skup i organizacja skupu trzody chlewnej, bydła rogatego, koni i innych zwierząt gospodarskich,
- zaopatrywanie w żywiec zakładów przemysłu mięsnego według planów zatwierdzonych przez Ministra Handlu Wewnętrznego,
- dystrybucja mięsa i przetworów mięsnych w miejscowościach nie objętych siecią podlegającą nadzorowi Centralnego Zarządu Przemysłu Mięsnego,
- współdziałanie w porozumieniu z Ministrem Rolnictwa i Reform Rolnych w rozwoju hodowli trzody chlewnej, bydła rogatego, koni i innych zwierząt gospodarskich, przez organizację przerzutów zwierząt hodowlanych i użytkowych, skup i dostawę odpadków pokarmowych, prowadzenie tuczarń, organizację wypasów i temu podobne środki współdziałania.

## Kierowanie Centralą
Organem zarządzającym Centrali była Dyrekcja powoływana i zwalniana przez Ministra Handlu Wewnętrznego, składająca się z Dyrektora Naczelnego, reprezentującego Dyrekcję samodzielnie oraz z podległych Dyrektorowi Naczelnemu 3 Dyrektorów.
Do ważności zobowiązań zaciąganych przez Centralę wymagane jest współdziałanie, zgodnie z uprawnieniami przewidzianymi w statucie:
- dwóch członków Dyrekcji łącznie,
- jednego członka Dyrekcji łącznie z pełnomocnikiem handlowym w granicach jego pełnomocnictwa,
- dwóch pełnomocników handlowych w granicach ich pełnomocnictw.

## Rada Nadzoru Społecznego
Przy Centrali powołana była Rada Nadzoru Społecznego, której zakres działania, sposób powoływania i odwoływania jej członków, organizację i sposób wykonywania powierzonych czynności określało rozporządzenie Rady Ministrów.